# Campeonato de Marruecos de Ciclismo Contrarreloj
Los Campeonatos de Marruecos de Ciclismo Contrarreloj se organizan anual e ininterrumpidamente desde el año 2010 (aunque también se disputaron sendas ediciones en los años 2003 y 2004) para determinar el campeón ciclista de Marruecos de cada año, en la modalidad. 
El título se otorga al vencedor de una única carrera, en la modalidad de Contrarreloj individual. El vencedor obtiene el derecho a portar un maillot con los colores de la Bandera de Marruecos hasta el campeonato del año siguiente, solamente cuando disputa pruebas Contrarreloj.
El corredor más laureado es Mouhssine Lahsaini con cuatro victorias.

## Palmarés

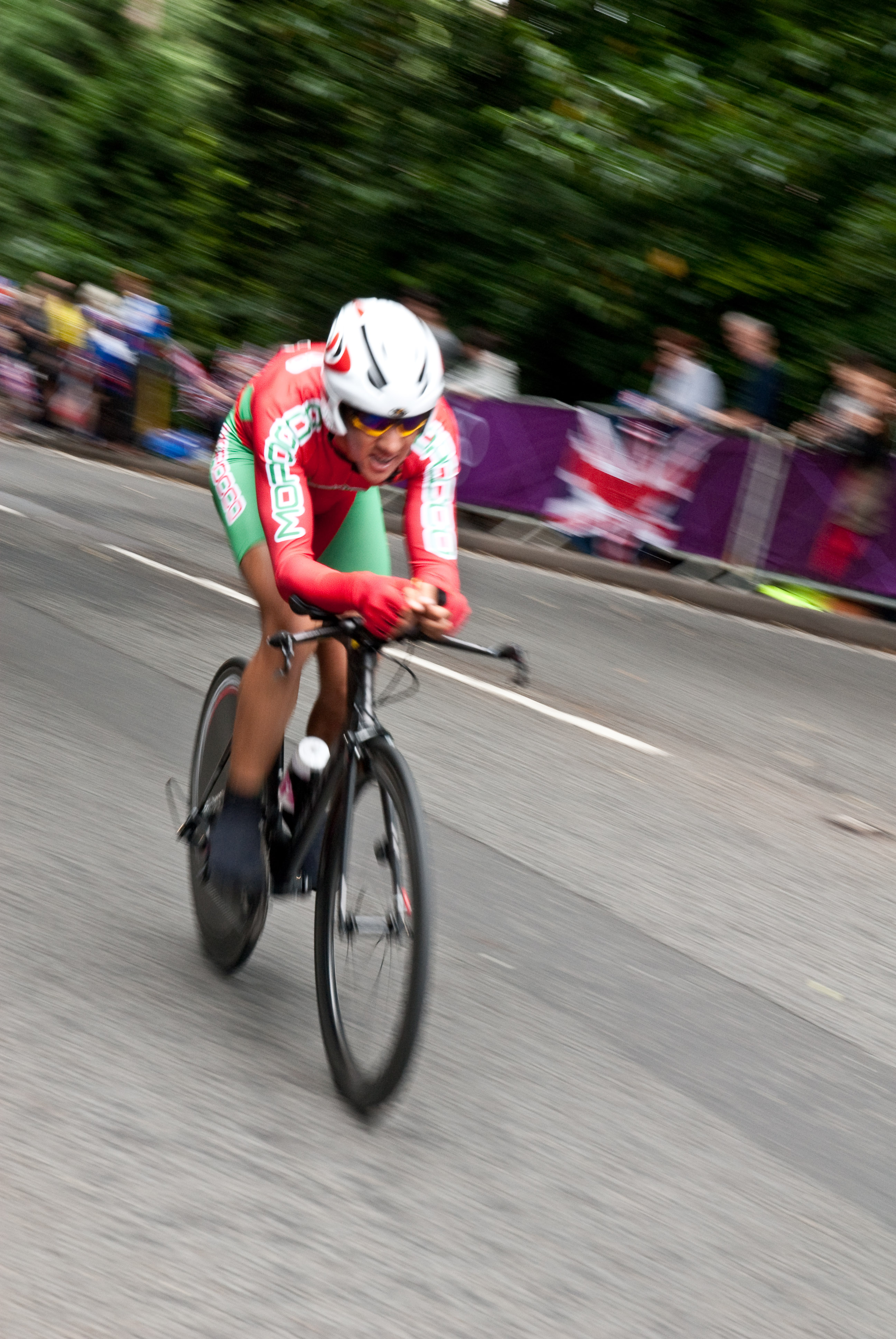
Mouhcine Lahsaini en los Juegos Olímpicos de Londres 2012.

| Año       | Ganador            | Segundo            | Tercero            |
| 2003      | Abdelati Saadoune  |                    |                    |
| 2004      | Abdelati Saadoune  |                    |                    |
| 2010      | Mouhssine Lahsaini | Abdelati Saadoune  | Mouhcine Rhaili    |
| 2011      | Mouhssine Lahsaini | Abdelati Saadoune  | Ismail Ayoune      |
| 2012      | Mouhssine Lahsaini | Adil Jelloul       | Abdelati Saadoune  |
| 2013      | Soufiane Haddi     | Othmane Elafi      | Ismail Ayoune      |
| 2014      | Soufiane Haddi     | Mouhssine Lahsaini | Mohamed Er Rafai   |
| 2015      | Soufiane Haddi     | Mouhssine Lahsaini | Anass Aït El Abdia |
| 2016      | Soufiane Haddi     | Mouhssine Lahsaini | Mohcine El Kouraji |
| 2017      | Mouhssine Lahsaini | El Mehdi Chokri    | Abderrahim Zahiri  |
| 2018      | Abdessadek Kouna   | Othman Harakat     | El Arousi Ayoub    |
| 2019      | El Mehdi Chokri    | Mohcine El Kouraji | Abdessadek Kouna   |
| 2020-2021 | No se disputó      | No se disputó      | No se disputó      |
| 2022      | Mohcine El Kouraji | Adil El Arbaoui    | Achraf Ed-Doghmy   |
| 2023      | Adil El Arbaoui    | Achraf Ed-Doghmy   | Mohcine El Kouraji |
| 2024      | Adil El Arbaoui    | Mohcine El Kouraji | Oussama Khafi      |
| 2025      | Mohcine El Kouraji | Adil El Arbaoui    | Achraf Ed-Doghmy   |